# Justitsministre fra Danmark
Indtil Justitsministeriet blev oprettet i 1848 hørte retsvæsenet under Danske Kancelli. Fra 1815 brugte præsidenten for kancelliet titlen justitsminister.

## Præsidenter for Danske Kancelli
- J.O. Schack-Rathlou (indtil 1788), præsident for Danske Kancelli
- A P. Bernstorff (1788-1789), præsident ad interim i Danske Kancelli
- Christian Brandt (1789-1799) ældre bror til Enevold Brandt, der blev henrettet sammen med Struensee i 1772. Christian Brandt efterfulgte i 1797 A P. Bernstorff som medlem af Gehejmestatsrådet.
- Frederik Moltke (1799-1803), præsident for Danske Kancelli
- Johan Sigismund von Møsting (1809-1810), præsident ad interim i Danske Kancelli
- Frederik Julius Kaas (1813-1827), præsident for Danske Kancelli, justitsminister fra 1815
- Poul Christian von Stemann (1827-1848), justitsminister og præsident for Danske Kancelli

## Ministre forJustitsministeriet
| Justitsminister               | Parti                       | Tiltrædelse | Afgang     | Regeringer |
| ----------------------------- | --------------------------- | ----------- | ---------- | --- |
| Carl Emil Bardenfleth         |                             | 22.03.1848  | 13.07.1851 | Ministeriet Moltke I, Ministeriet Moltke II                                                                              |
| Anton Wilhelm Scheel          |                             | 13.07.1851  | 15.01.1855 | Ministeriet Moltke III, Ministeriet Moltke IV, Ministeriet Bluhme I, Ministeriet Ørsted, Ministeriet Bang                |
| Carl Frederik Simony          | De Nationalliberale         | 15.01.1855  | 02.12.1859 | Ministeriet Bang, Ministeriet Andræ, Ministeriet Hall I                                                                  |
| Carl Eduard Rotwitt           | ?                           | 02.12.1859  | 08.02.1860 | Ministeriet Rotwitt |
| Andreas Lorentz Casse         | De Nationalliberale         | 08.02.1860  | 11.07.1864 | Ministeriet Hall II |
| Eugenius Sophus Ernst Heltzen | ?                           | 11.07.1864  | 30.03.1865 | Ministeriet Hall II |
| Cosmus Bræstrup               |                             | 30.03.1865  | 06.11.1865 | Ministeriet Bluhme II |
| C.P.G. Leuning                | De Nationalliberale         | 06.11.1865  | 21.07.1867 | Ministeriet Frijs |
| C.P.T. Rosenørn-Teilmann      |                             | 21.07.1867  | 10.08.1868 | Ministeriet Frijs |
| C.L.V.R. Nutzhorn             |                             | 10.08.1868  | 28.05.1870 | Ministeriet Frijs |
| A.F. Krieger                  | De Nationalliberale         | 28.05.1870  | 26.06.1872 | Ministeriet Holstein-Holsteinborg                                                                                        |
| C.S. Klein                    |                             | 26.06.1872  | 11.06.1875 | Ministeriet Holstein-Holsteinborg, Ministeriet Fonnesbech                                                                |
| Johannes Nellemann            | Højre                       | 11.06.1875  | 13.06.1896 | Ministeriet Estrup, Ministeriet Reedtz-Thott                                                                             |
| N.R. Rump                     | Højre                       | 13.06.1896  | 28.08.1899 | Ministeriet Reedtz-Thott, Ministeriet Hørring                                                                            |
| Hugo Egmont Hørring           | Højre                       | 28.08.1899  | 27.04.1900 | Ministeriet Hørring |
| Carl Goos                     | Højre                       | 27.04.1900  | 24.07.1901 | Ministeriet Sehested |
| Peter Adler Alberti           | Venstrereformpartiet        | 24.07.1901  | 24.07.1908 | Regeringen Deuntzer, Regeringen Christensen l                                                                            |
| Svend Høgsbro                 | Venstre                     | 24.07.1908  | 28.10.1909 | Regeringen Christensen ll, Regeringen Neergaard I, Regeringen Holstein-Ledreborg                                         |
| Carl Theodor Zahle            | Det Radikale Venstre        | 28.10.1909  | 05.07.1910 | Ministeriet Zahle I |
| Frits Bülow                   | Højre senere Venstre        | 05.07.1910  | 21.06.1913 | Ministeriet Klaus Berntsen                                                                                               |
| Carl Theodor Zahle            | Det Radikale Venstre        | 21.06.1913  | 30.03.1920 | Ministeriet Zahle II |
| Otto Liebe                    | u.p                         | 30.03.1920  | 02.04.1920 | Ministeriet Otto Liebe                                                                                                   |
| Kristian Sindballe            | u.p                         | 02.04.1920  | 05.04.1920 | Ministeriet Otto Liebe                                                                                                   |
| F.C.G. Schrøder               | u.p                         | 05.04.1920  | 05.05.1920 | Ministeriet M.P. Friis                                                                                                   |
| Svenning Rytter               | Venstre                     | 05.05.1920  | 23.04.1924 | Ministeriet Neergaard II & III                                                                                           |
| K.K. Steincke                 | Socialdemokratiet           | 23.04.1924  | 14.12.1926 | Ministeriet Thorvald Stauning I                                                                                          |
| Svenning Rytter               | Venstre                     | 14.12.1926  | 30.04.1929 | Ministeriet Madsen-Mygdal                                                                                                |
| Carl Theodor Zahle            | Radikale Venstre            | 30.04.1929  | 04.11.1935 | Ministeriet Thorvald Stauning II                                                                                         |
| K.K. Steincke                 | Socialdemokratiet           | 04.11.1935  | 15.09.1939 | Ministeriet Thorvald Stauning II                                                                                         |
| Sv. Unmack Larsen             | Socialdemokratiet           | 15.09.1939  | 08.07.1940 | Ministeriet Thorvald Stauning II                                                                                         |
| Harald Petersen               | u.p                         | 08.07.1940  | 09.07.1941 | Ministeriet Thorvald Stauning III                                                                                        |
| E. Thune Jacobsen             | u.p                         | 09.07.1941  | 05.05.1945 | Ministeriet Thorvald Stauning III, Regeringen Vilhelm Buhl I, Regeringen Scavenius                                       |
| N. Busch-Jensen               | Socialdemokratiet           | 05.05.1945  | 07.11.1945 | Regeringen Vilhelm Buhl II                                                                                               |
| A.L.H. Elmquist               | Venstre                     | 07.11.1945  | 13.11.1947 | Regeringen Knud Kristensen                                                                                               |
| N. Busch-Jensen               | Socialdemokratiet           | 13.11.1947  | 25.02.1950 | Regeringen Hans Hedtoft I                                                                                                |
| Vilhelm Buhl                  | Socialdemokratiet           | 25.02.1950  | 04.03.1950 | Regeringen Hans Hedtoft I                                                                                                |
| K.K. Steincke                 | Socialdemokratiet           | 04.03.1950  | 30.10.1950 | Regeringen Hans Hedtoft I                                                                                                |
| Helga Pedersen                | Venstre                     | 30.10.1950  | 01.10.1953 | Regeringen Erik Eriksen                                                                                                  |
| Hans Hækkerup                 | Socialdemokratiet           | 01.10.1953  | 26.09.1964 | Regeringen Hans Hedtoft II, Regeringen H.C. Hansen I & II, Regeringen Viggo Kampmann I & II, Regeringen Jens Otto Krag I |
| K. Axel Nielsen               | Socialdemokratiet           | 26.09.1964  | 02.02.1968 | Regeringen Jens Otto Krag II                                                                                             |
| Knud Thestrup                 | Det Konservative Folkeparti | 02.02.1968  | 11.10.1971 | Regeringen Hilmar Baunsgaard                                                                                             |
| K. Axel Nielsen               | Socialdemokratiet           | 11.10.1971  | 27.09.1973 | Regeringen Jens Otto Krag III & Regeringen Anker Jørgensen I                                                             |
| Karl Hjortnæs                 | Socialdemokratiet           | 27.09.1973  | 19.12.1973 | Regeringen Anker Jørgensen I                                                                                             |
| Nathalie Lind                 | Venstre                     | 19.12.1973  | 13.02.1975 | Regeringen Poul Hartling                                                                                                 |
| Orla Møller                   | Socialdemokratiet           | 13.02.1975  | 01.10.1977 | Regeringen Anker Jørgensen II                                                                                            |
| Erling Jensen                 | Socialdemokratiet           | 01.10.1977  | 30.08.1978 | Regeringen Anker Jørgensen II                                                                                            |
| Nathalie Lind                 | Venstre                     | 30.08.1978  | 26.10.1979 | Regeringen Anker Jørgensen III                                                                                           |
| Henning Rasmussen             | Socialdemokratiet           | 26.10.1979  | 20.01.1981 | Regeringen Anker Jørgensen IV                                                                                            |
| Ole Espersen                  | Socialdemokratiet           | 20.01.1981  | 10.09.1982 | Regeringen Anker Jørgensen IV & V                                                                                        |
| Erik Ninn-Hansen              | Det Konservative Folkeparti | 10.09.1982  | 10.01.1989 | Regeringen Poul Schlüter I, II & III                                                                                     |
| H.P. Clausen                  | Det Konservative Folkeparti | 10.01.1989  | 03.10.1989 | Regeringen Poul Schlüter III                                                                                             |
| Poul Schlüter                 | Det Konservative Folkeparti | 03.10.1989  | 05.10.1989 | Regeringen Poul Schlüter III                                                                                             |
| Hans Engell                   | Det Konservative Folkeparti | 05.10.1989  | 25.01.1993 | Regeringen Poul Schlüter III & IV                                                                                        |
| Pia Gjellerup                 | Socialdemokratiet           | 25.01.1993  | 29.03.1993 | Regeringen Poul Nyrup Rasmussen I                                                                                        |
| Erling Olsen                  | Socialdemokratiet           | 29.03.1993  | 27.09.1994 | Regeringen Poul Nyrup Rasmussen I                                                                                        |
| Bjørn Westh                   | Socialdemokratiet           | 27.09.1994  | 30.12.1996 | Regeringen Poul Nyrup Rasmussen II                                                                                       |
| Frank Jensen                  | Socialdemokratiet           | 30.12.1996  | 27.11.2001 | Regeringen Poul Nyrup Rasmussen III & IV                                                                                 |
| Lene Espersen                 | Det Konservative Folkeparti | 27.11.2001  | 10.09.2008 | Regeringen Anders Fogh Rasmussen I, II & III                                                                             |
| Brian Mikkelsen               | Det Konservative Folkeparti | 10.09.2008  | 23.02.2010 | Regeringen Anders Fogh Rasmussen III & Regeringen Lars Løkke Rasmussen I                                                 |
| Lars Barfoed                  | Det Konservative Folkeparti | 23.02.2010  | 03.10.2011 | Regeringen Lars Løkke Rasmussen I                                                                                        |
| Morten Bødskov                | Socialdemokraterne          | 03.10.2011  | 12.12.2013 | Regeringen Helle Thorning-Schmidt I                                                                                      |
| Karen Hækkerup                | Socialdemokraterne          | 12.12.2013  | 10.10.2014 | Regeringen Helle Thorning-Schmidt I og II                                                                                |
| Mette Frederiksen             | Socialdemokraterne          | 10.10.2014  | 28.06.2015 | Regeringen Helle Thorning-Schmidt II                                                                                     |
| Søren Pind                    | Venstre                     | 28.06.2015  | 28.11.2016 | Regeringen Lars Løkke Rasmussen II                                                                                       |
| Søren Pape Poulsen            | Konservative Folkeparti     | 28.11.2016  | 27.06.2019 | Regeringen Lars Løkke Rasmussen III                                                                                      |
| Nick Hækkerup                 | Socialdemokratiet           | 27.06.2019  | 01.05.2022 | Regeringen Mette Frederiksen                                                                                             |
| Mattias Tesfaye               | Socialdemokratiet           | 02.05.2022  | 15.12.2022 | Regeringen Mette Frederiksen                                                                                             |
| Peter Hummelgaard             | Socialdemokratiet           | 15.12.2022  | Nuværende  | Regeringen Mette Frederiksen II                                                                                          |